# 瓦烏布日赫縣

50°47′N 16°17′E / 50.783°N 16.283°E
瓦烏布日赫縣（波蘭語：Powiat wałbrzyski），是波蘭的縣份，位於該國西南部，由下西里西亞省負責管轄，首府設於瓦烏布日赫，面積514平方公里，2006年人口184,594，人口密度每平方公里360人。